# Mokokchung (stad)
Mokokchung is een dorp in het district Mokokchung van de Indiase staat Nagaland. 

## Demografie
Volgens de Indiase volkstelling van 2001 wonen er 31.204 mensen in Mokokchung, waarvan 55% mannelijk en 45% vrouwelijk is. De plaats heeft een alfabetiseringsgraad van 84%. 